# Кухестан (Карґан-Руд)
Кухестан (перс. كوهستان) — село в Ірані, у дегестані Хотбех-Сара, у бахші Карґан-Руд, шагрестані Талеш остану Ґілян. За даними перепису 2006 року, його населення становило 251 особу, що проживали у складі 66 сімей.

## Клімат
Середня річна температура становить 12,39 °C, середня максимальна – 26,80 °C, а середня мінімальна – -1,81 °C. Середня річна кількість опадів – 682 мм.
| Клімат поселення                              | Клімат поселення | Клімат поселення | Клімат поселення | Клімат поселення | Клімат поселення | Клімат поселення | Клімат поселення | Клімат поселення | Клімат поселення | Клімат поселення | Клімат поселення | Клімат поселення | Клімат поселення |
| Показник                                      | Січ.             | Лют.             | Бер.             | Квіт.            | Трав.            | Черв.            | Лип.             | Серп.            | Вер.             | Жовт.            | Лист.            | Груд.            |                  |
| Середній максимум, °C                         | 9,43             | 8,70             | 10,13            | 14,88            | 20,03            | 24,66            | 26,80            | 26,40            | 21,82            | 18,15            | 13,18            | 9,62             |                  |
| Середня температура, °C                       | 4,18             | 3,45             | 4,87             | 9,62             | 14,77            | 19,40            | 22,87            | 22,46            | 17,89            | 14,22            | 9,24             | 5,68             |                  |
| Середній мінімум, °C                          | −1,08            | −1,81            | −0,38            | 4,37             | 9,52             | 14,16            | 18,94            | 18,52            | 13,96            | 10,28            | 5,32             | 1,76             |                  |
| Норма опадів, мм                              | 53               | 51               | 64               | 57               | 50               | 30               | 14               | 30               | 74               | 114              | 79               | 66               |                  |
| Середньомісячна швидкість вітру, м/с          | 2.29             | 2.50             | 2.48             | 2.53             | 2.30             | 2.26             | 2.60             | 2.33             | 2.09             | 2.00             | 2.10             | 2.05             |                  |
| Середньомісячна сонячна радіація, кДж/м²·день | 6960             | 9311             | 11443            | 15766            | 19657            | 22243            | 23208            | 19721            | 15942            | 10934            | 8356             | 6486             |                  |
| --------------------------------------------- | ---------------- | ---------------- | ---------------- | ---------------- | ---------------- | ---------------- | ---------------- | ---------------- | ---------------- | ---------------- | ---------------- | ---------------- | ---------------- |
| Джерело:                                      |                  |                  |                  |                  |                  |                  |                  |                  |                  |                  |                  |                  |                  |